# Ämten (Gunnarskogs socken, Värmland)
Ämten är en sjö i Arvika kommun i Värmland och ingår i Göta älvs huvudavrinningsområde. Sjön har en area på 0,517 kvadratkilometer och ligger 273,1 meter över havet. Vid provfiske har abborre och gädda fångats i sjön.

## Delavrinningsområde
Ämten ingår i det delavrinningsområde (664660-132216) som SMHI kallar för Utloppet av Stor-Treen. Medelhöjden är 247 meter över havet och ytan är 35,73 kvadratkilometer. Räknas de 4 avrinningsområdena uppströms in blir den ackumulerade arean 108,55 kvadratkilometer. Järperudsälven (Bruksälven) som avvattnar avrinningsområdet har biflödesordning 4, vilket innebär att vattnet flödar genom totalt 4 vattendrag innan det når havet efter 313 kilometer. Avrinningsområdet består mestadels av skog (70 procent). Avrinningsområdet har 5,94 kvadratkilometer vattenytor vilket ger det en sjöprocent på 16,6 procent.